# Svolta della Bolognina

Bologna, 12 novembre 1989. Durante le celebrazioni per il 45º anniversario della battaglia di Porta Lame il segretario del Partito Comunista Italiano, Achille Occhetto, annuncia a sorpresa la "svolta della Bolognina", primo passo del processo che porterà allo scioglimento del PCI e alla nascita del Partito Democratico della Sinistra.

La svolta della Bolognina è stato l'epilogo di un processo politico che, partendo dalla fine degli anni 70 del XX secolo, portò il 3 febbraio 1991 allo scioglimento del Partito Comunista Italiano e alla sua trasformazione nel Partito Democratico della Sinistra. Prende il nome dalla sezione del PCI presso la Bolognina, rione del quartiere Navile di Bologna, dove il 12 novembre 1989 il segretario del PCI Achille Occhetto ne fece l'annuncio.

## Cronistoria

### La continuità ideologica del PCI
A partire dagli anni 70 del Novecento, quando il PCI è al suo massimo storico ed è guidato da Enrico Berlinguer, si fa via via strada presso pochi l'idea che il PCI potrebbe aumentare notevolmente i propri consensi se, in linea con gli altri partiti di sinistra dell'Europa occidentale allineati su posizioni socialdemocratiche, accentuasse il proprio carattere democratico e socialista, abbandonando il leninismo e, di fatto, riconsiderando le ragioni della scissione dal PSI del 1921 e la sua dipendenza ideologica dalle posizioni sovietiche.
La discussione su un riposizionamento del partito fu avviata dalla discussione sull'eurocomunismo e gli incontri con esponenti del Partito Comunista Francese e Partito Comunista Spagnolo; nel 1975, festeggiando Dolores Ibárruri, Berlinguer affermò:
( Enrico Berlinguer, le sue citazioni più celebri, in la Repubblica, 9 giugno 2019.)
Nel 1976 Berlinguer, in un'intervista al Corriere della Sera riguardo alla contrapposizione Est-Ovest, si spinse ad affermare che «Mi sento più protetto sotto l'ombrello della NATO».
In questo contesto nell'aprile 1978, al 41º Congresso del Partito Socialista Italiano a Torino, il neosegretario Bettino Craxi presentò il nuovo simbolo del PSI: un garofano rosso alla cui base, racchiuso in un piccolo cerchio, era disegnati il vecchio simbolo con falce e martello appoggiati sul libro; un emblema che si staccava nettamente dall'iconografia tradizionale della sinistra italiana. Lo storico partito rinnovava così la propria immagine, decidendo di non identificarsi più nella falce e martello e motivando il cambiamento anche con la necessità di eliminare qualsiasi possibile residuo legame – visivo e simbolico – con le politiche comuniste e sovietiche.

Bettino Craxi mostra il nuovo simbolo del Partito Socialista Italiano (1978): per la prima volta, un partito della sinistra italiana sceglieva di non identificarsi più nella falce e martello.

Le voci di una richiesta di cambiamento anche per il PCI erano espresse soprattutto sul nuovo quotidiano la Repubblica, in edicola dal 1976, fondato e diretto da Eugenio Scalfari, già tra i fondatori del Partito Radicale e poi deputato per il PSI. Dalle colonne di questo quotidiano, che diventerà il più letto dalla base del PCI mettendo in crisi l'Unità, Scalfari porrà direttamente questa richiesta a Berlinguer in un'intervista del 2 agosto 1978 ricevendo questa risposta:
( Berlinguer risponde, in la Repubblica, 2 agosto 1978.)
Questa posizione verrà ribadita pochi giorni dopo a chiusura della festa dell'Unità di Genova:
(Enrico Berlinguer, settembre 1978.)
All'interno del PCI, salvo qualche sparuta voce discordante, tutti concordarono con Berlinguer. Anche Giorgio Amendola, ritenuto il principale esponente dell'ala destra del partito, intervistato dirà a Scalfari che:
(Giorgio Amendola, 23 novembre 1978)
Nella seconda metà del 1978 il partito modificò la sua linea di politica estera, per avvicinarsi a una posizione di equidistanza fra blocco occidentale e orientale. Il 19 ottobre i suoi parlamentari concorsero a confermare l'adesione dell'Italia alla NATO, alla Comunità economica europea e ai principi degli accordi di Helsinki di tre anni prima, partecipando al voto alla Camera sulla politica estera. Questa votazione verrà ricordata due mesi dopo in una mozione parlamentare a firma di Berlinguer, Gian Carlo Pajetta e altri, nel pieno della crisi internazionale provocata dall'inizio del dispiegamento sovietico dei missili nucleari SS-20 negli stati dell'Europa dell'Est e dalla minacciata risposta USA di costruire e installare i missili Pershing e Cruise nei Paesi della NATO; in questa mozione si chiedeva alle due parti la sospensione, o il rinvio temporaneo, della fabbricazione e installazione dei summenzionati missili oltreché l'apertura d'immediate trattative tra le due parti.

### 1979: l'intervista di Berlinguer aStern
Nel marzo 1979 si svolse a Roma il XV Congresso del partito, dove Berlinguer sostenne il bisogno della creazione di una «terza via al socialismo» come risposta alle asserite crisi dei modelli sovietico e socialdemocratico. Questa ipotesi inizialmente farà guadagnare al PCI il favore di elementi dei partiti socialisti e socialdemocratici europei nonché l'interesse dell'Internazionale Socialista; favore presto raffreddatosi, per effetto della crisi della distensione fra Est e Ovest e delle vittorie dei partiti conservatori nel Regno Unito e nella Germania Ovest.
La linea politica del PCI rispetto all'URSS e alla socialdemocrazia europea divenne, nell'estate 1979, oggetto di un'intervista a Berlinguer da parte del settimanale tedesco Stern, realizzata mentre il segretario comunista si trovava a Jalta, formalmente per le vacanze estive ma verosimilmente anche per degli incontri con i dirigenti sovietici; il contenuto della conversazione suscitò discussioni in Italia, e il testo nell'originale in lingua italiana fu ripubblicato dalla rivista Epoca.
Alla domanda: «Nella Repubblica federale tedesca ci si chiede spesso dove è rimasta la differenza ideologica tra il PCI e i socialdemocratici», la risposta fu:
Riguardo alla richiesta di avere chiarezza sulla linea politica e sull'assenza di prese di posizione a proposito dei dissidenti sovietici, Berlinguer rispose:
All'insistenza del giornalista evidenziante il diverso atteggiamento dei comunisti spagnoli: «Ma nel giornale del vostro partito, l'Unità, finora non sono stati pubblicati né una lettera al direttore né un articolo di un dissidente. Perché lei lascia al segretario comunista spagnolo Carrillo la dichiarazione di solidarietà esplicita a favore dei dissidenti tedeschi Havemann e Bahro?», replicò:
Alla successiva domanda riguardante i rapporti con i partiti dell'Europa dell'Est: «Lei considera il Partito comunista della DDR ancora un partito fratello?», la risposta fu:
E quindi al quesito: «Il vostro compagno spagnolo Carrillo ha detto che egli non considera l'URSS un esempio da seguire, non lo considera neanche più un paese socialista, La vostra indipendenza da Mosca fin dove arriva?», la risposta fu:
Pochi mesi dopo l'intervista a Stern, sul finire del dicembre 1979 l'URSS occupò militarmente l'Afganistan: l'azione fu immediatamente condannata da Berlinguer e, al contrario, giustificata da Amendola. Il 16 gennaio 1980 Berlinguer, in un discorso al Parlamento europeo, riprese esplicitamente la condanna ma entro un contesto generale contro l'imperialismo, in cui citò lo stesso Amendola.
Amendola morirà nel giugno di quell'anno, seguito in ottobre da Luigi Longo: con loro scomparivano gli ultimi padri fondatori storici del PCI.

### 1981: lo strappo da Mosca
Il 13 dicembre 1981 il comandante dell'esercito polacco, il generale Wojciech Jaruzelski, dichiarò lo stato di legge marziale nel Paese allo scopo di fermare l'opposizione politica al regime, guidata dal movimento di Solidarność. Due giorni dopo Berlinguer, rispondendo alle domande dei giornalisti durante il programma televisivo Tribuna politica, affermò che «si era esaurita la spinta propulsiva della rivoluzione d'ottobre» e che occorreva individuare una terza via tra la socialdemocrazia e il modello socialista est europeo capace di superarli criticamente. Questa valutazione, che venne considerata come la scelta di sganciamento del partito dal legame con Mosca, fu positivamente salutata da molti commentatori politici della stampa, tra cui Eugenio Scalfari, Sergio Turone e Giampaolo Pansa, mentre Armando Cossutta, esponente dell'estrema sinistra del PCI, la definì negativamente come uno «strappo da Mosca», polemizzando con il suo segretario.

### 1985: l'inizio del dibattito sul nome
Negli anni 80 il movimento operaio entrò in crisi e il PCI restò fortemente scosso prima dalla morte improvvisa di Berlinguer, l'11 giugno 1984, e poi l'anno dopo dalla sconfitta nel referendum abrogativo sulla scala mobile. Anche sul piano elettorale e degli iscritti le cose non andavano meglio: per la prima volta nella sua storia, il PCI non avanzò e per di più il PSI, che sembrava moribondo fino al 1978, iniziava, con la nuova direzione di Craxi, una continua e costante ascesa – la cosiddetta «onda lunga» socialista – che l'avrebbe portato nel 1983 alla presidenza del Consiglio dei ministri. Il PCI restava il secondo partito italiano e il primo della sinistra, ma sembrava ormai possibile un non lontano sorpasso socialista.
Il PCI era in crisi e iniziò una discussione al proprio interno; ma alla guida dei comunisti italiani era subentrato Alessandro Natta il quale riparò a quello che era sembrato uno strappo dal Partito Comunista dell'Unione Sovietica (PCUS) ad opera di Berlinguer, andando a Mosca con un discusso viaggio organizzato da Cossutta che sembrò bloccare la via europeista del PCI.
In questo clima la Repubblica rilanciò l'idea di una trasformazione, simile a quella in senso socialdemocratico portata avanti a suo tempo in Germania Ovest dalla SPD, per provare a salvare il PCI. Il 22 agosto 1985 venne pubblicato un articolo dell'ex deputato comunista Guido Carandini il quale, dopo aver descritto la storia del PCI come una «grande illusione», chiuse sostenendo che:
- abbandonare il centralismo democratico;
- avviare una rivalutazione delle esperienze delle socialdemocrazie e di farne il terreno per una proposta di governo alternativo;
- invitare conseguentemente, in vista di questo obiettivo, le sparse forze della sinistra italiana a riunirsi in un partito "veramente nuovo" da chiamare, perché no, "Partito democratico del lavoro"?»

(Guido Carandini, 22 agosto 1985.)
Dalla segreteria del PCI arriverà pronta la replica a Carandini (e altri) da parte di Adalberto Minucci:
(Adalberto Minucci, 25 agosto 1985.)
Il dibattito sulla stampa si arenò su Minucci che definì orgogliosamente il PCI «un partito riformatore moderno o, se si vuole, un partito rivoluzionario moderno». Per i critici si trattava di un assurdo ossimoro, ma dalla segreteria Achille Occhetto su l'Unità bollò queste discussioni come «nominalistiche» spiegando che il PCI intendeva «prestare ascolto al pungolo critico di quanti ci vorrebbero diversi. Ciò non vuol dire che vogliamo o dobbiamo accettare le ricette un po' troppo semplici che ci vengono proposte» (29 agosto 1985).
Mino Fuccillo recatosi per la Repubblica alla festa nazionale de l'Unità del 1985 a Ferrara, così descrisse il clima che si viveva alla base come al vertice del partito:
(Mino Fuccillo)
Il dissenso entro il PCI tra i sostenitori di un rinnovamento del partito e i filosovietici, a quel tempo stimati di costituire il 10% delle componenti del partito, comportò l'esclusione di Cossutta dalla Direzione nazionale del PCI in occasione del XVII Congresso, tenutosi a Firenze dal 9 al 13 aprile 1986.

### 1988: Occhetto alla segreteria
La perdurante crisi del PCI, l'insediamento a Mosca di Michail Gorbačëv come segretario generale del PCUS nel 1985, la crisi conclamata delle repubbliche popolari dell'Est Europa e lo speculare splendore dell'Occidente ringalluzzito da un'economia forte e dall'impronta radicalmente neoliberista, riproporranno il dibattito sul nome del PCI, trovando terreno fertile nel nuovo segretario generale del PCI Achille Occhetto, eletto dal Comitato Centrale del partito nel giugno 1988, dopo un leggero infarto che aveva colpito l'allora segretario Alessandro Natta.
Dal suo insediamento, Occhetto con la sua giovane segreteria cercò di imprimere dei forti cambiamenti al partito: tale indirizzo venne criticato sia da Cossutta, che vedeva ormai nel PCI un partito «liberal-democratico», sia da Augusto Del Noce, che vi vedeva conferma della sua tesi circa l'evoluzione come «partito radicale di massa». In effetti, dopo una crisi ormai decennale, si era fortemente fatta strada l'ipotesi che il PCI potesse ritrovare linfa solo percorrendo nuove strade, utili per approdare nell'Internazionale Socialista e dar vita a un partito unico della sinistra italiana, incoraggiata dal contemporaneo rinnovamento sovietico.
Circa venti giorni dopo la sua elezione a segretario, Occhetto, in occasione dell'inaugurazione di un busto a Palmiro Togliatti, espresse un forte accenno critico verso la figura dello storico segretario del PCI: «fu inevitabilmente corresponsabile di scelte e di atti [...] di un'epoca piena di ombre nella storia del movimento operaio». A tali affermazioni, che fecero parlare di sconfessione del passato, venne altresì dato ampio risalto due giorni dopo sulla prima pagina dell'Unità, in un editoriale di Enzo Roggi intitolato Occhietto su Togliatti: la novità c'è; la stessa pagina del quotidiano del partito aveva come titolo principale Gli Usa: «L'Urss ritirerà le truppe dall'Ungheria» e un occhiello, Per Bukharin e Rykov riabilitazione politica, due eventi che rimettevano in discussione la storia stalinista dell'URSS.

### 1989: l'anno della svolta

Occhetto (a destra) assieme a Walter Veltroni, all'epoca tra i più giovani quadri del PCI, neoeletto nel comitato centrale del partito e tra i favorevoli alla "svolta" proposta dal segretario.

A gennaio 1989, in un'intervista a Ferdinando Adornato per L'Espresso, motivata dal bicentenario della Rivoluzione francese, Occhetto arrivò ad affrontare il tema dell'origine ideologica del partito, affermando che «se guardiamo a quel momento fondamentale della Rivoluzione che fu la Dichiarazione dei diritti dell'uomo e del cittadino, non c'è dubbio: il PCI è figlio di questo grande atto della storia. È figlio della Rivoluzione francese», parole che rimuovevano l'origine del partito dalla Rivoluzione d'ottobre bolscevica spostandolo alla rivoluzione borghese figlia dell'Illuminismo.
Per questi motivi, dentro al PCI a qualcuno parve necessario mettere la parola fine a un certo modo di fare politica, vuoi per un tradizionale rispetto verso Mosca (se si rinnova il PCUS, si deve rinnovare anche il PCI), vuoi per la paura di rimanere sepolti da un partito ritenuto improvvisamente anacronistico. Anche se la svolta avvenne nel novembre 1989, sette mesi prima era iniziato un "nuovo" dibattito sul nome del PCI. A iniziarlo fu Giorgio Napolitano, considerato il leader dell'area più socialista del partito ed erede di Amendola, durante un dibattito radiofonico sulla sinistra con Alma Cappiello e Alberto Asor Rosa (Radio anch'io, 12 febbraio 1989).
Spiegava Napolitano:
(Giorgio Napolitano)
Quanto al nome, Napolitano boccia "Partito Democratico" perché troppo generico: «Il nome più classico sarebbe senza dubbio partito del lavoro per un partito della sinistra che, pur rinnovandosi, voglia continuare ad avere una sua connotazione precisa; o partito dei lavoratori, come partito che non abbandona l'obiettivo della piena occupazione, sia pure concepita in termini diversi rispetto al passato».
Napolitano fu quindi cauto, ma possibilista ad archiviare il nome del PCI per qualcosa di nuovo. Pochi giorni dopo il settimanale Epoca sondò sulla questione l'elettorato comunista, risultando che soltanto il 27,7% concordava con Napolitano. Allo stesso tempo i comunisti, secondo il sondaggio, non erano disponibili a modificare il simbolo del partito (cioè, presumibilmente, a rimuovere la falce e martello). Un mese dopo il vicesegretario del PSI, Claudio Martelli, affermò:
(Claudio Martelli, 8 marzo 1989)

#### Il nuovo corso del XVIII Congresso
Le novità occhettiane e la sua leadership saranno consacrati dal XVIII Congresso del marzo 1989: è il cosiddetto "nuovo corso", si parla di "nuovo PCI" e lo stesso Occhetto aprirà l'assise definendola un congresso di «rifondazione».. Il programma politico del segretario raccolse il sostegno di un'ampia maggioranza; l'unica opposizione rilevante venne dal solo Cossutta. Il 16 marzo 1989 Occhetto annunciò a Tribuna politica che al XVIII congresso si sarebbe visto «un PCI che discuterà anche della possibilità di cambiare nome, ma senza accettare diktat altrui. [...] Noi riteniamo che la questione del nome debba essere decisa autonomamente dal partito».
In maggio, Occhetto sarà il primo segretario del PCI a ottenere il visto d'ingresso negli Stati Uniti d'America, dove si recherà assieme a Napolitano, al tempo responsabile della sezione esteri del partito. Durante questo viaggio incontrerà personalità del Congresso statunitense oltreché politologi ed esperti di relazioni internazionali, indicando loro le intenzione del "nuovo PCI" di essere parte integrante della sinistra europea e delle sue massime istituzioni. La reazione di molti intellettuali della sinistra d'oltreoceano fu più che positiva: Noam Chomsky giudicò che il PCI fosse ormai simile alla SPD tedesca mentre Victor Navaski, direttore della rivista The Nation, scriveva che aveva avuto l'impressione di discutere con un leader che parlava lo stesso linguaggio dei liberals di Manhattan; proprio riferendosi a quest'ultimo attributo politico, Occhetto si spingerà ad affermare che «in America la parola "liberal" ha un significato che assomiglia molto a ciò che in Europa si intende con sinistra. Così in America, parlando del PCI si potrebbe parlare di un "Italian liberal party". Ma in Italia "liberale" significherebbe un'altra cosa».
Anche se la questione del nome era posta, in realtà a tener banco fu la possibilità di un ricongiungimento fra socialisti e comunisti all'interno dell'Internazionale Socialista e all'opposizione in Italia. Tuttavia il PSI era sempre legato alla DC e al governo e, pur aprendo al PCI, non nascose una certa insofferenza verso i comunisti. PCI e PSI continuarono così a parlare di "unità socialista" e di "superare Livorno", cioè la scissione comunista del 1921, ma accusandosi reciprocamente di voler sabotare questo processo unitario.
Spiegava Craxi all'assemblea degli eurodeputati a Sorrento del 1989:
(Bettino Craxi, 4 aprile 1989)
Craxi apprezzava le trasformazioni del PCI in senso socialista, europeo, occidentale, con riserva verso il suo mantenimento dell'ideologia comunista:
Il 4 marzo sul Corriere della Sera, Giuliano Zincone ironicamente scriverà, in un articolo intitolato No, caro Cossutta, nel tuo partito non c'è più posto per i comunisti, che «Il Pci si accoda a tutte le tematiche progressiste, movimentiste, che fino a ieri bollava come "sovrastrutturali" o "piccolo borghesi», concludendo:  «Ma a chi racconterai che questo si chiama comunismo, compagno Occhetto?».
Sulla stessa linea interpretativa si collocherà il mese dopo il New York Times (8 maggio 1989) che definirà il PCI «un partito socialdemocratico in tutto eccetto che nel nome».
Tra il 15 aprile e il 4 giugno tutto il mondo fu scosso dai moti di rivolta nella Repubblica Popolare Cinese contro il governo gestito dal Partito Comunista Cinese, repressi con la forza nel massacro del 4 giugno 1989 in piazza Tienanmen. Occhetto, alla notizia della strage, interruppe un comizio a Firenze per recarsi a manifestare la sua protesta di fronte all'ambasciata cinese a Roma, dichiarando: «Noi protestiamo non come parte di un movimento comunista; non solo perché questo movimento internazionale non esiste, ma perché non c'è nulla in comune tra noi e chi si rende responsabile di crimini come quelli che avvengono in Cina. Protestiamo come forza democratica e socialista europea».
Nello stesso mese di giugno, all'avvicinarsi delle elezioni europee del 1989 si fecero più forti e pressanti le voci che volevano il PCI pronto a cambiar nome, per quanto suoi esponenti sia dell'ala destra come Luciano Lama, sia sinistra come Luciana Castellina, erano concordi nell'affermare che «per ora meglio di no» poiché non sono ancora intervenuti fatti tali (cioè, per esempio, la concreta possibilità di un'unità a sinistra) da rendere necessario un'operazione – tutt'altro che facile – come cancellare l'aggettivo "comunista".

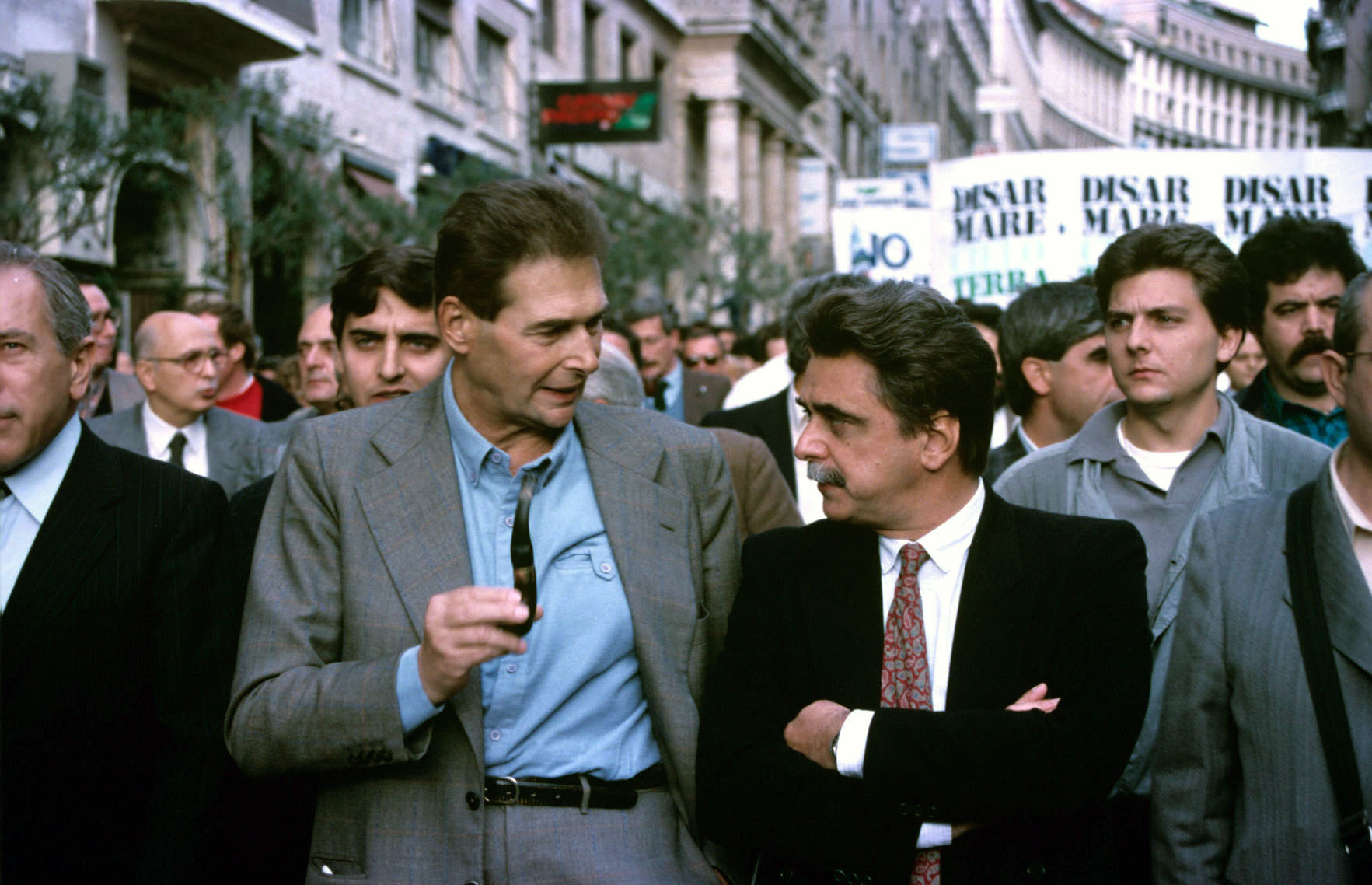
Occhetto (a destra) assieme a Luciano Lama, al tempo tra i maggiori esponenti dell'ala destra del PCI e tra coloro i quali, pur non avendo preclusioni circa un futuro cambio di nome del partito, nell'immediato preferivano concentrarsi sulla possibilità di un'unità a sinistra.

Ma fu appunto la repressione cinese a spingere a giugno l'intera classe politica italiana a fare pressione sui comunisti affinché cambiassero nome. Per esempio Giorgio La Malfa argomentava:
(Giorgio La Malfa)
Il democristiano e al tempo ministro degli Esteri Giulio Andreotti così si espresse:
Intervistato da L'Espresso, Occhetto rispondeva:
A commento delle elezioni regionali sarde dell'11 giugno 1989, Occhetto aggiunse:
(Achille Occhetto, 14 giugno 1989)
Il 15 giugno Occhetto chiariva, intervistato da Giampaolo Pansa su la Repubblica:
Tre giorni dopo, alle elezioni europee, il PCI riportava un discreto risultato col 27,6%; il paragone con le consultazioni continentali di cinque anni prima (33,3%) è improponibile, perché influenzato dalla scomparsa improvvisa di Berlinguer. Nessun crollo dunque, come tanti pronosticavano anche dentro il partito, e addirittura un recupero rispetto alle elezioni politiche del 1987 (+1%): la questione del nome sembrava nuovamente accantonata.
Il 17 luglio Occhetto, in un'intervista al settimanale statunitense Time, dichiarò: «Per noi il movimento comunista internazionale non esiste. È dal 1971 che noi non partecipiamo ad alcuna Conferenza comunista internazionale. Noi disapproviamo ciò che i comunisti stanno facendo in Cina, come lo disapprovano tutti gli altri socialisti d'Europa».

#### Cambiamenti nell'Europa dell'Est
In giugno, in Polonia, il Partito Operaio Unificato aveva perso le prime elezioni libere svoltesi il 4 e 18 del mese, permesse dal regime dopo una trattativa con Solidarność; in luglio l'ungherese Partito Socialista Operaio cambiò nome e aprì le frontiere. Il tutto dopo la decisione di Michail Gorbačëv che nel 1988, bloccò l'ingerenza sovietica sui suoi stati satelliti.
A settembre Martelli riapriva al PCI sulla possibilità dell'unità a sinistra e avvertiva che «nella giovane guardia comunista c'è però una disponibilità a cambiare nome al partito se si creano condizioni nuove. E questa è un'opportunità che va colta. Se si vuole inquadrare il processo di riunificazione nel perimetro della socialdemocrazia europea, allora chiamiamo la nuova formazione unitaria grande forza socialista riformista o in qualche altro modo. L'importante è non lasciarsi sfuggire l'occasione». Ma più delle parole socialiste, furono gli eventi dell'Europa dell'Est che esercitarono una pressione maggiore, anche per il loro continuo e incalzante evolvere, accelerato dall'apertura delle frontiere ungheresi che provocò l'esodo di migliaia di tedeschi orientali con un effetto domino sulla stabilità politica della DDR.
Il 10 ottobre dalla segreteria, Claudio Petruccioli rigettò nuovamente la richiesta esterna di cambiare nome:
(Claudio Petruccioli)
Dalle colonne de L'Espresso, La Malfa insistette:
(Giorgio La Malfa)
Il responsabile della cultura per la Democrazia Cristiana, Pier Ferdinando Casini, commentò che «il cambiamento di nome del Partito Comunista Italiano non è un pretesto polemico né una esigenza nominale, ma rappresenta, in primo luogo per i comunisti, la cartina di tornasole della loro volontà di rompere con un passato caratterizzato da grandi fallimenti».
Proprio mentre andavano in stampa queste dichiarazioni, la sera del 9 novembre 1989 fu abbattuto il muro di Berlino. Quella sera Occhetto era a Bruxelles, dove, guardando in diretta televisiva le immagini degli avvenimenti berlinesi assieme al leader laburista inglese Neil Kinnock, commentò: «Qui non crolla soltanto il comunismo, ma tutto il Novecento», ricevendo come risposta da Kinnock la domanda «Cambierete nome?». Il giorno seguente Occhetto ne discusse con la segreteria del partito, che trovò solidale.

#### L'annuncio alla Bolognina
Il fatto che la DDR rinunciasse al muro di Berlino e aprisse le frontiere, fu il segnale definitivo che l'ordine di Jalta era ormai tramontato: a quel punto il segretario generale Occhetto ritenne mutata la prospettiva del PCI.
Il 12 novembre Occhetto andò a sorpresa a Bologna per partecipare alla manifestazione per celebrare il 45º anniversario della battaglia partigiana della Bolognina, il quartiere interno al quartiere Navile. Davanti agli ex partigiani raccolti nella sala comunale di via Pellegrino Tibaldi 17, Occhetto annunciò che occorreva «andare avanti con lo stesso coraggio che fu dimostrato durante la Resistenza [...] Gorbaciov prima di dare il via ai cambiamenti in URSS incontrò i veterani e gli disse: voi avete vinto la seconda guerra mondiale, ora se non volete che venga persa non bisogna conservare ma impegnarsi in grandi trasformazioni». Per Occhetto, era necessario «non continuare su vecchie strade, ma inventarne di nuove per unificare le forze di progresso». E a chi gli chiese se quanto diceva lasciasse presagire che il PCI poteva anche cambiare nome, Occhetto rispose: «Lasciano presagire tutto».

#### Riunione della Direzione di partito e Comitato Centrale

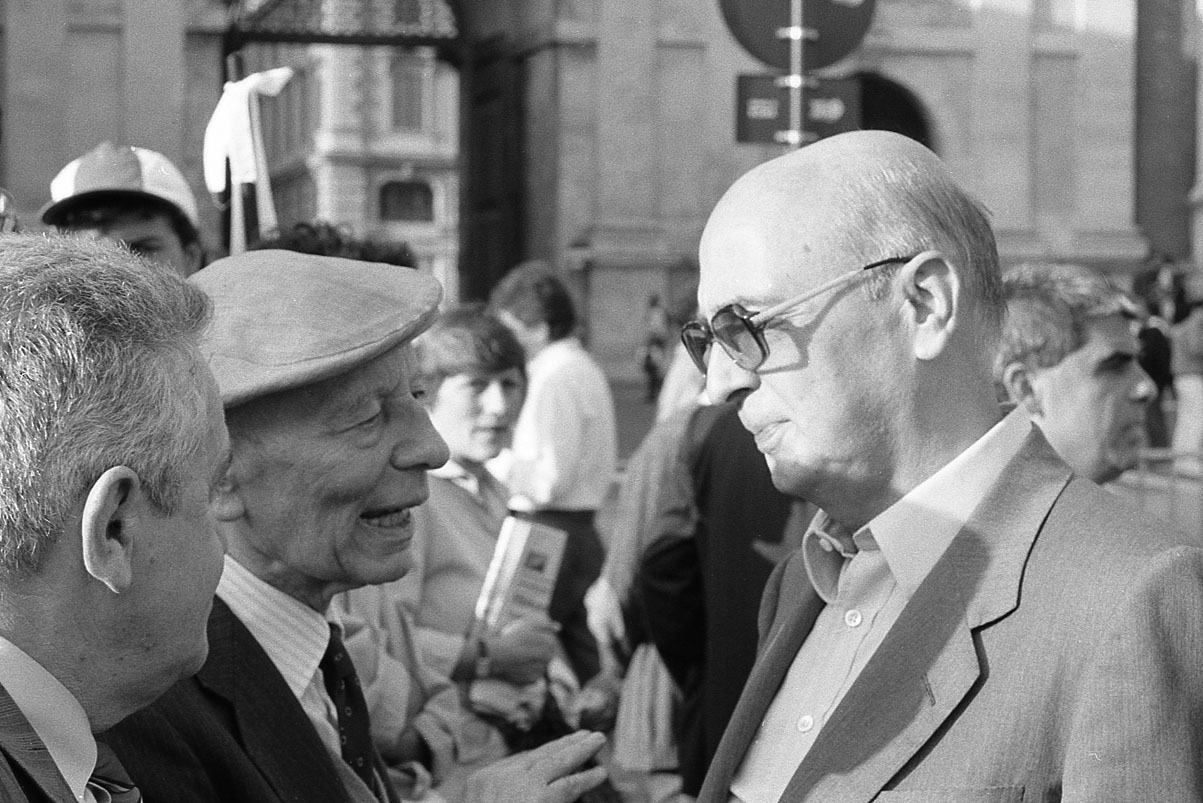
Giorgio Napolitano (a destra), all'epoca responsabile della sezione esteri del PCI e, nei fatti, colui che nel 1989 avviò il "nuovo" e stavolta decisivo dibattito sul nome del partito, insieme a Gian Carlo Pajetta (al centro), tra i quadri storici del PCI e, al contrario, tra i più ostili alla "svolta".

Dal giorno dell'annuncio iniziò una discussione: la sinistra del partito era contraria, ma anche nell'ala destra Pajetta, già dal giorno successivo all'annuncio, si dichiarò ostile alla svolta:
(Gian Carlo Pajetta)
Il giorno successivo, 13 novembre, se ne discusse ufficialmente in segreteria – compatta col segretario – e quindi per altri due giorni in Direzione. Qui Occhetto chiese che il PCI promuovesse una «fase costituente sulla cui base far vivere una forza politica che, in quanto nuova, cambia anche il nome», trovando opposizione tra alcuni quadri storici del partito come Pajetta, che al tempo presiedeva la Commissione centrale di garanzia del partito, e Pietro Ingrao che, per forzare un po', proprio sulla svolta Occhetto pose la fiducia al suo mandato.
La Direzione durò due giorni e si concluse con un rinvio della discussione in Comitato Centrale. Spiegò Occhetto:
(Achille Occhetto)
La destra del partito quasi compatta si schierò col segretario spingendo verso una futura fusione col PSI nell'Internazionale Socialista, mentre il resto della direzione prese una posizione attesista. E su l'Unità il direttore Massimo D'Alema scrisse: «Quella che prospettiamo non è la prospettiva della rinuncia o dell'abiura». Precisazione dovuta dopo che molti militanti avevano intasato i centralini del quotidiano protestando contro la svolta. Le telefonate saranno trasmesse dal 15 su ItaliaRadio, da un anno e mezzo emittente radiofonica del PCI.
Nel frattempo Cossutta affermava: «Occhetto intende lasciare il PCI. La domanda non può essere "cosa faranno i comunisti", perché è ovvio che essi vogliono rimanere in un partito comunista. La domanda vera è: quanti saranno quelli che, non sentendosi più comunisti, decideranno di seguire Occhetto in un altro partito non più comunista?». Da qui la proposta di un referendum fra gli iscritti o un congresso straordinario al più presto.
Il 16 novembre si delineò l'opposizione alla svolta: da Madrid rientrò Pietro Ingrao, storico leader della sinistra del PCI: «Non sono d'accordo con la proposta avanzata da Occhetto. Spiegherò il mio dissenso nel Comitato centrale». Lo stesso giorno la sezione "Togliatti" di Treviso fondò un "Comitato per la difesa del simbolo" guidato da Zeno Giuliato.
Il 20 novembre, il Comitato centrale del partito, riunito nella sede di via delle Botteghe Oscure, iniziò una riunione in cui, per cinque giorni, i quasi 400 membri discussero della svolta. Ad accoglierli all'ingresso della sede c'erano 200 militanti che fischiavano e insultavano i favorevoli alla svolta; l'auto di Luciano Lama venne presa pure a calci. La tensione fu alta e alla fine Piero Fassino, responsabile dell'organizzazione, provò a calmarli incontrandoli nei sotterranei della sede comunista, mentre al 5º piano del palazzo proseguiva il Comitato centrale.
Nella sua relazione introduttiva Occhetto affermò di «condividere il tormento» dei compagni, ma chiese «fino a quando una forza di sinistra può durare senza risolvere il problema del potere, cioè di un potere diverso?», da qui l'idea di fare un nuovo partito con altri vicini di sinistra – definiti da Occhetto «sinistra diffusa» – per poi andare al governo col PSI e altri e ponendo la DC all'opposizione. Tra le stesse fila del segretario c'era chi come Napolitano vedeva nel nuovo partito l'occasione storica per andare verso un matrimonio col PSI e chi come D'Alema vi vedeva l'occasione per continuare con maggiore linfa un forte braccio di ferro a sinistra col PSI. Occhetto chiuse avvertendo che «prima viene la cosa e poi il nome. E la cosa è la costruzione in Italia di una nuova forza politica».
Da quel momento il dibattito sulla svolta della Bolognina sarà anche conosciuto come il "dibattito sulla Cosa" e si concluse con una votazione su questo ordine del giorno: «il Comitato centrale del Pci assume la proposta del segretario di dar vita ad una fase costituente di una nuova formazione politica», a cui presero parte 326 su 374 membri; i favorevoli furono 219, 73 i contrari e 34 gli astenuti. Contemporaneamente fu indetto un congresso straordinario da svolgere entro quattro mesi per decidere se dar vita a un nuovo partito, come proposto dalle opposizioni a questa linea. Fra i contrari al cambio del nome vi era il presidente Alessandro Natta.
Il 21 novembre il deputato genovese Antonio Montessoro lasciava il PCI dopo trent'anni di militanza: «Non avevo scelta: quando ti accorgi che la situazione sta precipitando, stupidamente, di fronte all'inaffidabilità di questo gruppo dirigente, ad una prova di imperizia e di inesperienza assoluta, non potevo fare altrimenti. Mi sono sentito defraudato del mio lavoro, dei trent'anni di vita dedicati al partito: e me ne sono andato». Dal 23 novembre Montessoro fu iscritto al gruppo misto.
I contrari alla svolta cercarono anche un incontro con Michail Gorbačëv, durante la sua visita a Roma in quel periodo, ma il segretario del PCUS non volle acconsentire all'incontro per mantenersi neutrale rispetto a un dibattito ormai considerato soltanto d'interesse interno al PCI.

### Il XIX Congresso
Il penultimo congresso del PCI si tenne dal 7 all'11 marzo 1990. Tre le mozioni discusse: una redatta dal segretario Occhetto, la quale proponeva di aprire una fase costituente per un partito nuovo, progressista e riformatore, nel solco dell'Internazionale Socialista; una seconda, firmata da Alessandro Natta e Pietro Ingrao, che invece si opponeva a una modifica del nome, del simbolo e della tradizione; e una terza proposta da Armando Cossutta, simile alla precedente.
La mozione di Occhetto risultò vincente con il 67% delle preferenze, contro il 30% raccolto dalla mozione di Natta e Ingrao e il 3% di quella cossuttiana. Inoltre, Achille Occhetto venne riconfermato segretario, mentre Aldo Tortorella, che aveva firmato la mozione Natta-Ingrao, fu rieletto presidente.

### Il XX Congresso

Occhetto presenta il simbolo del neonato Partito Democratico della Sinistra (1991)

L'ultimo congresso del PCI si aprì il 31 gennaio 1991 a Rimini. La mozione di Occhetto, appoggiata tra gli altri da Massimo D'Alema, Walter Veltroni e Piero Fassino, risultò vincente sicché il 3 febbraio venne approvato lo scioglimento del partito con 807 voti favorevoli, 75 contrari e 49 astenuti. Nacque il Partito Democratico della Sinistra (PDS), avente come simbolo una quercia recante alla base del tronco, simbolicamente vicino alle radici, il vecchio emblema del PCI con falce e martello. L'8 febbraio venne eletto lo stesso Occhetto come primo segretario del PDS, con 376 voti di preferenza e 127 voti contrari, sebbene quattro giorni prima, a causa dell'assenza di 132 consiglieri, a sorpresa l'artefice della svolta non fosse riuscito a raggiungere il quorum necessario per l'elezione. Primo presidente venne eletto Stefano Rodotà.
Alla mozione del segretario si oppose il cosiddetto "Fronte del No", capeggiato dal filo-sovietico Armando Cossutta e sostenuto da Alessandro Natta, Pietro Ingrao, Sergio Garavini e Fausto Bertinotti. Un gruppo di delegati di quest'ultimo fronte, tra cui Cossutta e Garavini (ma, almeno inizialmente, non Ingrao e Bertinotti) decise di non aderire al nuovo partito, e di dare vita a una formazione politica nuova, che mantenesse il nome e il simbolo del vecchio Partito Comunista Italiano: il 15 dicembre 1991 nacque così il Partito della Rifondazione Comunista.

## Filmografia
- Palombella rossa, regia di Nanni Moretti (settembre 1989[61])
- La cosa, regia di Nanni Moretti (marzo 1990[62])
- Mario, Maria e Mario, regia di Ettore Scola (1993)
- Il fare politica - Cronaca della Toscana rossa (1982-2004), regia di Hugues Le Paige (2005)

## Giudizio storiografico

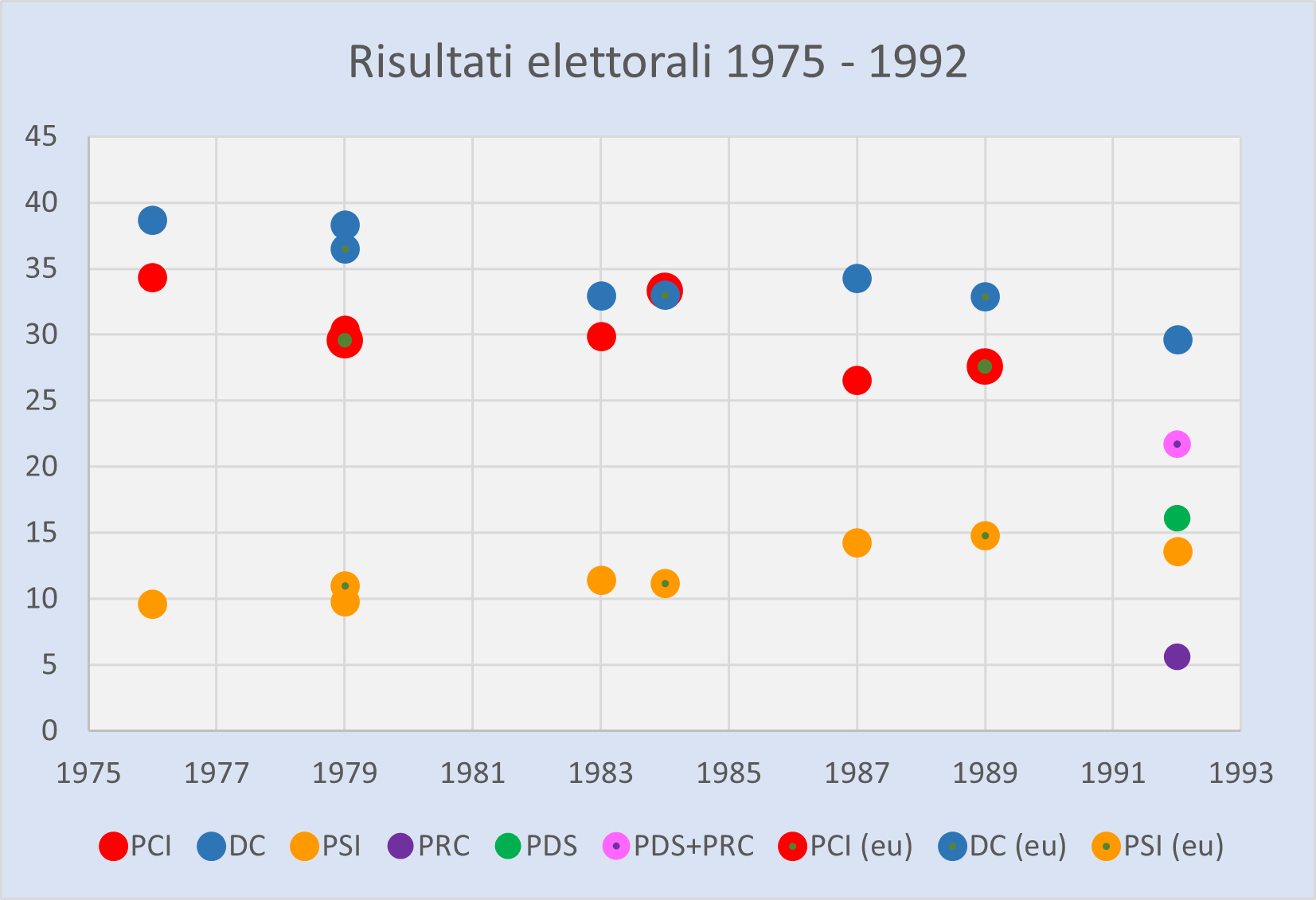
Risultati elettorali dal 1975 al 1992 di PCI, DC, PSI (PDS, PRC nel 1992) nelle elezioni politiche (Camera dei deputati) ed europee

In un'analisi del 2014, per Emanuele Macaluso «Il Pds, nato dopo la svolta della Bolognina, aderì all'Internazionale socialista, ma non al Partito socialista europeo, e il gruppo degli eletti a Strasburgo sostanzialmente mantenne la stessa equivoca collocazione del Pci nel gruppo parlamentare socialista», mentre per Gianfranco Pasquino «I compagni della Bolognina rimasero sconcertati quando sentirono dire da Occhetto che il loro dio non era mai esistito, e che comunque non doveva essere più venerato. Ma furono rassicurati dalla permanenza di una religione: la quale, come si sa, spesso prescinde da una fede e comunque ad essa sopravvive».
Le vicende di quegli anni furono così giudicate dal socialista Rino Formica nel 2016: «Berlinguer e i suoi successori hanno peccato di presunzione. Hanno creduto di poter guidare il disfacimento del sistema perché erano la forza più robusta e organizzata [...] In fondo questo è l’ennesimo frutto velenoso del richiamo alla diversità, della convinzione di essere i migliori, di una mentalità che gli eredi di Berlinguer non hanno ancora abbandonato, benché siano ridotti al 16 per cento».
Sempre Macaluso nel 2019 affermò: «La svolta è stata un inizio che non ha avuto seguito coerente e compiuto. Molte domande da cui prendemmo le mosse, sono ancora senza risposta. In questo senso è una ferita aperta».
Montanelli, nella sua Storia d'Italia commentò: «[un] partito che nella sua sigla rinunciava sia all'aggettivo comunista sia all'aggettivo socialista, che aveva per simbolo la Quercia (radicata nella bandiera rossa con falce e martello), che cercava il suo collante, ha osservato Aurelio Lepre, "in una sorta di ideologia liberal". Il PDS riceveva in eredità dal PCI una organizzazione senza paragone più efficiente di quella d'ogni altro partito, e una dirigenza qualificata. Fortissimo era inoltre, nel PDS, il sentimento di "appartenenza", insomma il patriottismo di partito, che tanti militanti passatigli dal PCI avevano. Tutto questo rappresentò, per il PDS, una base più solida di quanto i più ritenessero».